# كلاتونيا (نبراسكا)
كلاتونيا (بالإنجليزية: Clatonia, Nebraska)‏ هي منطقة سكنية تقع في الولايات المتحدة في مقاطعة غيج، نبراسكا. يقدر عدد سكانها بـ 231 نسمة ومساحتها 0.73 كم2 ووترتفع عن سطح البحر 420 متر.

## التركيبة السكانية
قام مكتب تعداد الولايات المتحدة بتحديد بيانات التركيبة السكانية لكلاتونيا في تعداد الولايات المتحدة. في ما يلي، التركيبة السكانية حسب تعدادي 2000 و2010.

### تعداد عام 2000
بلغ عدد سكان كلاتونيا 275 نسمة بحسب تعداد عام 2000، وبلغ عدد الأسر 120 أسرة وعدد العائلات 78 عائلة مقيمة في القرية. في حين سجلت الكثافة السكانية 1,034.8 نسمة لكل ميل مربع (399.5/كم2). وبلغ عدد الوحدات السكنية 129 وحدة بمتوسط كثافة قدره 485.4 نسمة لكل ميل مربع (187.4/كم2).
وتوزع التركيب العرقي للقرية بنسبة 96.73% من البيض و 0.73% من الأمريكيين الأصليين و 1.09% من الأمريكيين ذوي الأصول الآسيوية و 1.45% من عرقين مختلطين أو أكثر.
بلغ عدد الأسر 120 أسرة كانت نسبة 24.2% منها لديها أطفال تحت سن الثامنة عشر تعيش معهم، وبلغت نسبة الأزواج القاطنين مع بعضهم البعض 56.7% من أصل المجموع الكلي للأسر، ونسبة 7.5% من الأسر كان لديها معيلات من الإناث دون وجود شريك، وكانت نسبة 35.0% من غير العائلات. تألفت نسبة 32.5% من أصل جميع الأسر من أفراد ونسبة 19.2% كانوا يعيش معهم شخص وحيد يبلغ من العمر 65 عاماً فما فوق. وبلغ متوسط حجم الأسرة المعيشية 2.90، أما متوسط حجم العائلات فبلغ 2.29.
بلغ العمر الوسطي للسكان 42 عاماً. وكانت نسبة 24.4% من القاطنين تحت سن الثامنة عشر، وكانت نسبة 5.5% بين الثامنة عشر والأربعة وعشرون عاماً، ونسبة 26.9% كانت واقعةً في الفئة العمرية ما بين الخامسة والعشرون حتى والأربعة وأربعون عاماً، ونسبة 22.9% كانت ما بين الخامسة والأربعون حتى الرابعة والستون، ونسبة 20.4% كانت ضمن فئة الخامسة والستون عاماً فما فوق. يوجد لكل 100 أنثى 80.9 ذكر، ويوجد لكل 100 أنثى في الثامنة عشر من عمرها فما فوق 85.7 ذكر.
بلغ متوسط دخل الأسرة في القرية 33,281 دولار، أما متوسط دخل العائلة فبلغ 38,929 دولار. وكان متوسط دخل الذكور 23,750 دولار مقابل 21,875 دولار للإناث. وسجل دخل الفرد الخاص بالقرية 16,386 دولار. وكانت نسبة 4.8% من العائلات ونسبة 7.9% من السكان تحت خط الفقر، وكان من هؤلاء نسبة 6.3% تحت سن الثامنة عشر ونسبة 15.1% في الخامسة والستين من العمر وما فوق.

### تعداد عام 2010
بلغ عدد سكان كلاتونيا 231 نسمة بحسب تعداد عام 2010، وبلغ عدد الأسر 109 أسرة وعدد العائلات 64 عائلة مقيمة في القرية. في حين سجلت الكثافة السكانية 825.0 نسمة لكل ميل مربع (318.5/كم2). وبلغ عدد الوحدات السكنية 128 وحدة بمتوسط كثافة قدره 457.1 لكل ميل مربع (176.5/كم2).
وتوزع التركيب العرقي للقرية بنسبة 97.8% من البيض و 0.9% من الأمريكيين ذوي الأصول الآسيوية و 1.3% من عرقين مختلطين أو أكثر.
بلغ عدد الأسر 109 أسرة كانت نسبة 23.9% منها لديها أطفال تحت سن الثامنة عشر تعيش معهم، وبلغت نسبة الأزواج القاطنين مع بعضهم البعض 48.6% من أصل المجموع الكلي للأسر، ونسبة 7.3% من الأسر كان لديها معيلات من الإناث دون وجود شريك، بينما كانت نسبة 2.8% من الأسر لديها معيلون من الذكور دون وجود شريكة وكانت نسبة 41.3% من غير العائلات. تألفت نسبة 33.0% من أصل جميع الأسر من أفراد ونسبة 15.6% كانوا يعيش معهم شخص وحيد يبلغ من العمر 65 عاماً فما فوق. وبلغ متوسط حجم الأسرة المعيشية 2.75، أما متوسط حجم العائلات فبلغ 2.12.
بلغ العمر الوسطي للسكان 46.2 عاماً. وكانت نسبة 19% من القاطنين تحت سن الثامنة عشر، وكانت نسبة 10% بين الثامنة عشر والأربعة وعشرون عاماً، ونسبة 19.9% كانت واقعةً في الفئة العمرية ما بين الخامسة والعشرون حتى والأربعة وأربعون عاماً، ونسبة 36% كانت ما بين الخامسة والأربعون حتى الرابعة والستون، ونسبة 15.2% كانت ضمن فئة الخامسة والستون عاماً فما فوق. وتوزع التركيب الجنسي للسكان بنسبة 52.8% ذكور و47.2% إناث.